# Острохвостые угри
Острохвостые угри (лат. Ophichthidae) — семейство морских лучепёрых рыб из отряда угреобразных.

## Внешний вид и строение
Тело длинное и тонкое, чешуи нет. Анальный и спинной плавник не соединены, так как хвостового плавника у этих рыб нет — там просто твёрдый заострённый конец тела. Многие виды имеют яркую и пёструю окраску.
Оригинально устроен кишечник лептоцефалов (личинок) этих рыб — на нём есть хорошо видимые вздутия, изредка он образует петли.

## Развитие
Стадия лептоцефала у острохвостых угрей продолжается 10—12 месяцев.

## Образ жизни
Многие виды обитают в норках, укреплённый слизью, в больших количествах выделяемой их кожей. Многие виды являются обитателями коралловых рифов.

## Классификация
В составе семейства выделяют два подсемейства, 59 родов с 319 видами:
- Подсемейство Myrophinae
  - Ahlia
  - Asarcenchelys
  - Benthenchelys
  - Glenoglossa
  - Leptocephalus
  - Mixomyrophis
  - Muraenichthys
  - Myrophis
  - Neenchelys
  - Pseudomyrophis
  - Pylorobranchus
  - Schismorhynchus
  - Schultzidia
  - Scolecenchelys
  - Skythrenchelys
- Подсемейство Ophichthinae
  - Allips
  - Aplatophis
  - Aprognathodon
  - Apterichtus Duméril, 1806 — Аптерихты
  - Bascanichthys
  - Brachysomophis
  - Caecula
  - Callechelys
  - Caralophia
  - Cirrhimuraena
  - Cirricaecula
  - Dalophis
  - Echelus
  - Echiophis
  - Ethadophis
  - Evips
  - Gordiichthys
  - Hemerorhinus
  - Herpetoichthys
  - Hyphalophis
  - Ichthyapus
  - Kertomichthys
  - Lamnostoma
  - Leiuranus
  - Leptenchelys
  - Letharchus
  - Lethogoleos
  - Leuropharus
  - Luthulenchelys
  - Malvoliophis
  - Myrichthys Girard, 1859 — Мирихты
  - Mystriophis
  - Ophichthus
  - Ophisurus — Змеехвостые угри
  - Paraletharchus
  - Phaenomonas
  - Phyllophichthus
  - Pisodonophis
  - Quassiremus
  - Rhinophichthus
  - Scytalichthys
  - Stictorhinus
  - Xestochilus
  - Xyrias
  - Yirrkala